# Jules Hardouin-Mansart
Jules Hardouin-Mansart (16. dubna 1646, Paříž – 11. května 1708, Marly-le-Roi, Francie) byl francouzský architekt a dvorní stavitel francouzského krále Ludvíka XIV. Podílel se na přestavbě zámku Versailles. K jeho nejvýznamnějším pracím zde patří Zrcadlová galerie, Velký Trianon, zámecká kaple, oranžérie. Dále je autorem například oranžérie na zámku v Sceaux nebo náměstí Vendôme v Paříži.
Prastrýc Julese Hardouin-Mansarta byl jiný známý francouzský dvorní architekt, François Mansart.

## Život
Jules Hardouin se narodil v Paříži a studoval u svého prastrýce a renomovaného architekta Françoise Mansarta, který byl jedním z tvůrců tradiční francouzské architektury. Hardouin zdědil Mansartovu sbírku plánů a výkresů a připojil jeho slavné jméno k tomu svému. Učil se také od Libérala Bruanta – architekta královské nemocnice pro veterány v Paříži známé jako Invalidovna. Hardouin-Mansart sloužil jako šéfarchitekt Ludvíka XIV. Jako první provedl rozšíření královského paláce Saint-Germain-en-Laye a poté také Versailles. Také obdržel titul Surintendant des Bátiments du Roi, což znamená, že byl vrchní dozorčím nad veškerými královskými stavbami a objekty. Navrhl veškerá rozšíření zámku ve Versailles, kterými ho pověřil král, včetně severního a jižního křídla, královské kaple (na té pracoval s Robertem de Cotte, rok 1710) a také navrhl známý Zrcadlový sál, který později dekoroval jeho spolupracovník Charles Le Brun. V okolí kaple dále zbudoval Velký Trianon a oranžérii, stejně jako některá královská venkovská sídla, např. Château de Marly. (Práce na této stavbě začaly v roce stavby začaly v roce 1679).
Dalšími z jeho velmi známých staveb v Paříži jsou například Královský most přes řeku Seinu, kostel svatého Rocha a Invalidovna, která zahrnuje muzeum armády, vojenskou nemocnici a katedrální kostel Francouzského vojenského ordinariátu. Od roku 1684 do roku 1686 pracoval na Vítězném náměstí v Paříži, které bylo následováno náměstím Vendôme. Většina těchto památek se nesmazatelně zapsala do charakteru Paříže a turisté je zde dodnes mohou obdivovat v celé své kráse.
Jeho prominentní pozice mu umožnila stvořit mnoho význačných monumentů své doby a určit tak směr, kterým se později odvíjelo pozdní baroko. Jeho vliv v architektuře byl natolik silný, že se některé jeho znaky objevily i v Petrohradě a Konstantinopoli. Ve stejném čase však zažíval oficiální kritiku, že se jeho schopnosti přeceňují, a že využívá pouze vlastností svého týmu, jehož výsledky pak prezentuje pod svým jménem. Byl ředitelem Bâtiments du Roi.
Hardouin využil také tzv. mansardu (nese jméno podle jeho prastrýce) na zámku Dampiere-en-Yvelines, kdy se celé podkroví zámku stalo plně obyvatelným.
Jules Hardouin-Mansart zemřel v Marly-le-Roi v roce 1708.